# Vysšaja Liga 1967-1968 (pallacanestro)
La Vysšaja Liga 1967-1968 è stata la 34ª edizione del massimo campionato sovietico di pallacanestro maschile. La vittoria finale è stata appannaggio della Dinamo Tbilisi.

## Avvenimenti
I giocatori della nazionale di pallacanestro dell'Unione Sovietica, che si stavano preparando per i giochi olimpici del 1968, furono esentati dalla partecipazione al campionato. Durante la stagione la nazionale ha disputato incontri amichevoli con club sovietici e stranieri scelti a propria discrezione.
La squadra dell'URSS era così composta:
- 4 Anatoli Krikun ( Kalev)
- 5 Modestas Paulauskas ( Žalgiris Kaunas)
- 6 Zurab Sak'andelidze ( Dinamo Tbilisi)
- 7 Alžan Žarmuchamedov (TC Taškent)
- 8 Vitalij Zastuchov (Burevestnik Erevan)
- 9 Anatolij Polivoda ( Stroitet Kiev)

- 10 Sergej Belov ( Ural. Sverdlovsk)
- 11 Priit Tomson ( Kalev)
- 13 Gennadij Vol'nov ( CSKA Mosca)
- 14 Jaak Lipso ( CSKA Mosca)
- 15 Vladimir Andreev ( CSKA Mosca)
- Allenatore: Aleksandr Gomel'skij

Occasionalmente la squadra ha coinvolto anche: Serhij Kovalenko (GPI Tbilisi), Mikheil Korkia ( Dinamo Tbilisi), V. Nikitin (Dinamo Volgograd), N. Poguljaj ( Stroitet Kiev), Aleksei Tammiste ( Kalev), Oļģerts Jurgensons ( VEF Rīga)

## Classifica
|  |     | Squadra            | G  | V  | P  | PF   | PS   | PF/PS | Pt |
|  | --- | ------------------ | -- | -- | -- | ---- | ---- | ----- | -- |
|  | 1.  | Dinamo Tbilisi     | 44 | 31 | 13 | 3275 | 3063 | +212  | 75 |
|  | 2.  | SKA Kiev           | 44 | 29 | 15 | 3031 | 2869 | +162  | 73 |
|  | 3.  | CSKA Mosca         | 44 | 28 | 16 | 2939 | 2769 | +170  | 72 |
|  | 4.  | Spartak Leningrado | 44 | 26 | 18 | 3230 | 3093 | +137  | 70 |
|  | 5.  | Stroitel Kiev      | 44 | 25 | 19 | 2894 | 2814 | +80   | 69 |
|  | 6.  | Kalev Tartu        | 44 | 23 | 21 | 2876 | 2802 | +74   | 67 |
|  | 7.  | VEF Rīga           | 44 | 23 | 21 | 3123 | 3093 | +30   | 67 |
|  | 8.  | ASK Rīga           | 44 | 21 | 23 | 3206 | 3188 | +18   | 65 |
|  | 9.  | Žalgiris Kaunas    | 44 | 20 | 24 | 3029 | 3028 | +1    | 64 |
|  | 10. | GPI Tbilisi        | 44 | 19 | 25 | 2805 | 2818 | -13   | 63 |
|  | 11. | Uralmaš Sverdlovsk | 44 | 10 | 34 | 3025 | 3390 | -365  | 54 |
|  | 12. | AzINCH Baku        | 44 | 9  | 35 | 3260 | 3766 | -506  | 53 |

## Squadra vincitrice
|  | Naz.                        | Ruolo | Sportivo              | Anno | Alt. |  |  |
|  | --------------------------- | ----- | --------------------- | ---- | ---- |  |  |
|  | Unione Sovietica (bandiera) | C     | Valeri Altabaev       |      |      |  |  |
|  | Unione Sovietica (bandiera) |       | Bondo Bolkvadze       |      |      |  |  |
|  | Unione Sovietica (bandiera) |       | Anton Kazandjian      |      |      |  |  |
|  | Unione Sovietica (bandiera) |       | K. Karabaki           |      |      |  |  |
|  | Unione Sovietica (bandiera) | G     | Mikheil Korkia        | 1948 | 198  |  |  |
|  | Unione Sovietica (bandiera) | C     | Anzor Lezhava         | 1936 | 210  |  |  |
|  | Unione Sovietica (bandiera) |       | Z. Leont'ev           |      |      |  |  |
|  | Unione Sovietica (bandiera) |       | Sergo Maghalashvili   |      |      |  |  |
|  | Unione Sovietica (bandiera) |       | R. Mamaladze          |      |      |  |  |
|  | Unione Sovietica (bandiera) | A     | Levan Moseshvili      | 1940 | 198  |  |  |
|  | Unione Sovietica (bandiera) |       | Igor Nariamnidze      |      |      |  |  |
|  | Unione Sovietica (bandiera) |       | T. Pitskhelauri       |      |      |  |  |
|  | Unione Sovietica (bandiera) | AC    | Amiran Skhiereli      | 1941 | 203  |  |  |
|  | Unione Sovietica (bandiera) | G     | Vladimer Ugrekhelidze | 1939 | 192  |  |  |
|  | Unione Sovietica (bandiera) |       | Tamaz Chikhladze      |      |      |  |  |
|  | Unione Sovietica (bandiera) | ALL   | Levan Intskirveli     |      |      |  |  |